# Pachyceryx albomaculata
Pachyceryx albomaculata là một loài bướm đêm thuộc phân họ Arctiinae, họ Erebidae.